# Política d'Espanya
El Regne d'Espanya està organitzat políticament com a monarquia constitucional, parlamentària, representativa i democràtica en què el rei és el cap d'Estat i el president del govern és el cap de govern en un sistema multipartidista. El president del govern exerceix el poder executiu en representació del monarca que només ostenta poders limitats i cerimonials. El poder legislatiu recau sobre un parlament bicameral, les Corts Generals, conformades pel Senat i el Congrés dels Diputats. La judicatura és independent de l'executiu i del legislatiu.
D'acord amb la classificació de sistemes de govern del món, Espanya posseeix la forma de monarquia parlamentària, perquè el seu poder legislatiu (representat en la figura de les Corts Generals) exerceix el control de l'executiu, així com funcions legislatives; amb excepció de potestats legislatives governamentals, com els Reials decrets Llei que deuen en tot cas ser debatuts, convalidats o derogats pel Congrés dels Diputats en un termini no superior a 30 dies. A Espanya, igual que pràcticament a tots els països del seu entorn, no existeix una democràcia participativa o semidirecta, com per exemple a Suïssa; encara que sí que és possible mitjançant la recollida d'almenys mig milió de signatures proposar una iniciativa legislativa popular, que requereix per a la seva aprovació sotmetre's al debat i convalidació de les Corts Generals.
És un sistema parlamentari, els poders del qual emanen del poble espanyol; en el qual el candidat a President del Govern ha de ser aprovat almenys per majoria simple al Congrés dels Diputats. El President triat roman en el càrrec mentre conservi la confiança dels diputats o es dissolguin les cambres, bé per decisió seva o per conclusió de la legislatura.

## Desenvolupament polític i democràtic
La democràcia parlamentària va ser restaurada després de la mort del general Francisco Franco que va governar dictatorialment des de la fi de la Guerra Civil espanyola (1939) a 1975. La constitució espanyola de 1978 va establir la monarquia constitucional i parlamentària, amb un primer ministre i un cos legislatiu bicameral. El 23 de febrer, 1981 un grup de l'exèrcit va prendre el control de les Corts Generals i van assajar d'imposar un govern militar. No obstant això, la gran majoria de les forces militars i Joan Carles I d'Espanya, que va exercir els seus poders executius per sufocar la rebel·lió i continuar amb la democràcia.

## Característiques de l'Estat segons estableix la Constitució
La Constitució espanyola de 1978 diu en general de l'Estat espanyol que és un Estat de Dret, un Estat Social i un Estat de les Autonomies.
Amb Estat de Dret es refereix que per a garantis l'ordre jurídic i polític de garantia dels drets de la ciutadania cal sotmetre a la norma suprema que és la Constitució i l'ordenament jurídic espanyol a la ciutadania i als poders públics.
Amb Estat social es refereix que la ciutadania ha de tindre garantides unes condicions materials mínimes perquè es puguen exercir els seus drets.
Amb Estat de les Autonomies es refereix a un tipus d'organització territorial del poder, cedint l'Estat central competències a les regions, anomenades Comunitats Autònomes, perquè gaudisquen d'autonomia.

## Configuració política del Regne d'Espanya

### Executiu
Article principal: President del govern espanyol
El poder executiu espanyol recau sobre el cap d'estat, el President del Govern i el Consell de Ministres. El Consell de Ministres està encapçalat pel president del govern, designat pel rei, però elegit per la cambra baixa de les Corts Generals, el Congrés dels Diputats, per majoria absoluta durant la primera ronda de votacions o majoria relativa en les rondes successives. El president del govern, però, sovint és el cap del partit o coalició que hagi obtingut majoria durant les eleccions parlamentàries. Algunes de les seves funcions inclouen la designació de la resta dels membres del Consell de Ministres i dirigir les activitats del govern de l'Estat. El president designa al (o als) vicepresident(s) de govern. El Consell d'Estat és l'òrgan consultiu suprem de l'Estat.
El poder executiu té més poder que el legislatiu, ja que la Constitució ha configurat un règim de parlamentarisme racionalitzat.
El President del Govern és el títol que ostenta el cap de govern executiu d'Espanya, equivalent al títol de primer ministre de les democràcies parlamentàries. El president del govern és elegit pel Congrés dels diputats, la cambra baixa del parlament espanyol, entre els seus membres, per mitjà d'un procés anomenat el "debat d'investidura" i després nomenat formalment pel rei davant del qual realitza el jurament o la promesa del càrrec. Així doncs, el president és alhora diputat al Congrés. El vicepresident del govern és nomenat pel rei després de ser proposat pel president del govern.
Les seves funcions s'estableixen en els articles 97 i 116 de la Constitució Espanyola de 1978. Des del 2018 el president del govern espanyol és Pedro Sánchez Pérez-Castejón, cap del Partit Socialista Obrer Espanyol. La residència oficial i seu del govern des de 1977 és el Palau de la Moncloa a Madrid.
L'elecció del president del govern no es realitza de manera directa pels electors, sinó de manera indirecta pel poder legislatiu. Després de les eleccions legislatives que es realitzen cada quatre anys, el líder del partit majoritari o de la coalició majoritària és proposat com a president de govern pel rei d'Espanya després de ser elegit al Congrés dels Diputats.

### Legislatiu
Article principal: Corts Generals
Els ciutadans espanyols elegeixen els membres de les Corts Generals, el màxim òrgan legislatiu de la nació, conformat per dues cambres: el Congrés dels Diputats i el Senat. El nombre actual de diputats és de 350, i el de senadors és de 255. L'assignació de diputats es realitza de manera provincial i en proporció a la població, amb un mínim de 2 representants per província (la qual cosa produeix una major representació de les províncies petites en relació al nombre d'electors per cada diputat). El Senat està conformat per representants de les comunitats autònomes, de les províncies, de les ciutats autònomes i de les illes o agrupacions d'illes en proporció a llur població també. El sistema electoral utilitzat per l'elecció dels diputats és l'escrutini proporcional plurinominal amb llistes de partit tancades; els senadors, per contra, són elegits d'acord amb un escrutini majoritari plurinominal parcial, a més de la designació de senadors pels parlaments autonòmics. El Congrés dels Diputats és la cambra més poderosa en l'elaboració i aprovació de les lleis.

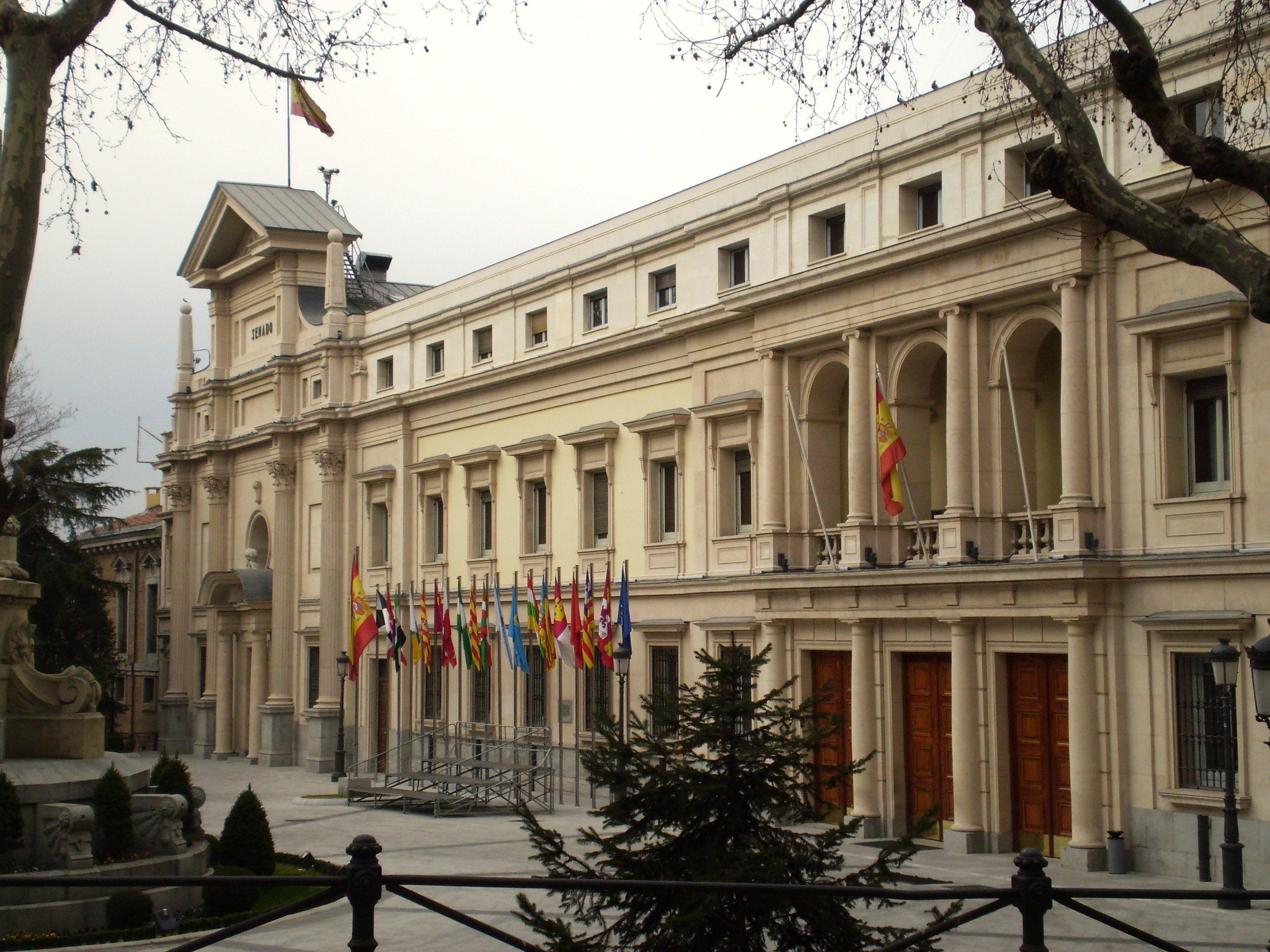
Façana del palau del Senat, Madrid.

#### El Senat
El Senat és la Cambra de representació territorial, en la qual es combina la representació de les comunitats autònomes i de les províncies.
Cada Comunitat Autònoma designa un Senador i un altre més per cada milió d'habitants del seu respectiu territori, corresponent la designació a l'Assemblea Legislativa o a l'òrgan col·legiat superior de la Comunitat Autònoma, segons el que estableix el respectiu Estatut d'Autonomia.
En cada província es trien quatre Senadors per sufragi universal, lliure, igual, directe i secret pels votants de cadascuna d'elles, segons la llei electoral, en les províncies insulars, cada illa o agrupació d'illes, amb cabildo o consell insular, constitueix una circumscripció a efecte de l'elecció de Senadors; en correspondran tres a cadascuna de les illes majors-Gran Canària i Tenerife, a les Illes Canàries, i Mallorca a les Illes Balears, i un a cadascuna de les següents illes o agrupacions: Eivissa -Formentera i Menorca, a les Illes Balears, i El Hierro, Fuerteventura, La Gomera, La Palma i Lanzarote, a les Illes Canàries, les poblacions de Ceuta i Melilla trien cadascuna dos Senadors.
El Senat és elegit per quatre anys, de manera que el mandat dels Senadors acaba quatre anys després de l'elecció o el dia de la dissolució de la Cambra.

#### El Congrés dels Diputats

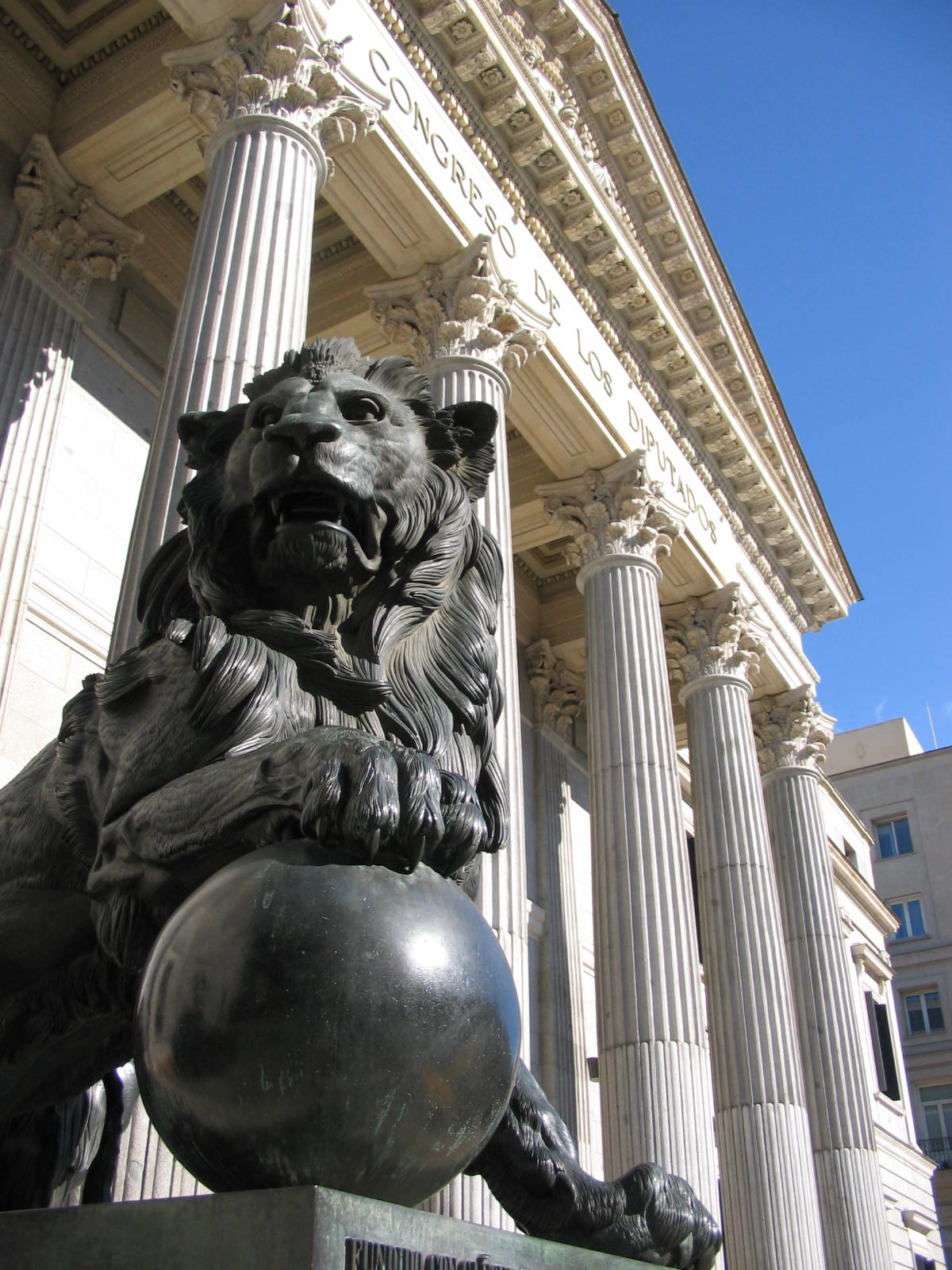
Façana del Congrés dels Diputats, Madrid.

El Congrés es compon d'un mínim de 300 i un màxim de 400 Diputats (actualment 350), elegits per sufragi universal, lliure, igual, directe i secret en els termes que estableixi la llei. Són electors i elegibles tots els espanyols que estiguin en ple ús dels seus drets polítics.
A efectes de l'elecció de diputats la circumscripció electoral és la província. La llei electoral distribueix el nombre total de Diputats, assignarà una representació mínima inicial de dos diputats a cada circumscripció, un a Ceuta i un a Melilla, i distribuint els altres en proporció a la població.
L'elecció es verifica en cada circumscripció atenent criteris de representació proporcional, seguint el sistema D'Hondt que permet evitar fraccionaments inconvenients per a l'estabilitat de la Cambra.
El Congrés és elegit per quatre anys, de manera que el mandat dels Diputats acaba quatre anys després de l'elecció o el dia de la dissolució de la Cambra.

### Judicial
Article principal: Poder judicial d'Espanya
El poder judicial d'Espanya és el conjunt de Jutjats i Tribunals, integrat per Jutges i Magistrats, que tenen la potestat d'administrar justícia en nom del Rei. L'òrgan jurisdiccional superior en tots els ordres és el Tribunal Suprem, després estan l'Audiència Nacional, els Tribunals Superiors de Justícia i les Audiències Provincials. El Tribunal Constitucional és un òrgan constitucional i l'intèrpret suprem de la Constitució.
Els correspon en exclusiva l'exercici de la potestat jurisdiccional, jutjant i fent executar el jutjat. En exercici d'aquesta potestat, els Jutjats i Tribunals coneixen i decideixen tots els processos contenciosos dels ordres civil, penal, contenciós-administratiu, social i militar. El coneixement i decisió de dits processos consisteix en la tramitació i pronunciament sobre el fons de l'assumpte que els plantegin les parts, siguin aquestes autoritats o particulars.
També, en els casos que la llei així ho permet, els Jutjats i Tribunals s'encarreguen del coneixement i decisió d'assumptes que no susciten contesa entre parts, en els denominats processos de jurisdicció voluntària. Aquests són principalment la protocolització de testaments hològrafs (escrits pel testador de pròpia mà) i altres actes civils que requereixen intervenció judicial. Així mateix, Jutges de Primera Instància i, si escau, els Jutges de Pau, tenen al seu càrrec els Registres de l'Estat Civil, sent responsables de la custòdia i llevanza dels llibres que registren el naixement, estat civil, els fets que afectin a la capacitat d'obrar i la defunció de les persones.

#### Principis constitucionals del Poder Judicial
La Constitució garanteix el respecte als principis essencials necessaris per al correcte funcionament del Poder Judicial; aquests principis són la imparcialitat, la independència, la inamovibilitat, la responsabilitat i la legalitat.
- Principi d'imparcialitat: En garantia de la tutela judicial efectiva assegurada a tots els ciutadans per la Constitució, la Llei Orgànica del Poder Judicial proscriu la intervenció de Jutges i Magistrats en el coneixement i decisió d'assumptes en els quals puguin tenir interès com a part, bé sigui a títol personal o com a representants d'altres persones. Els Jutges i Magistrats estan obligats a abstenir-se de conèixer o decidir aquests assumptes, i en cas de no fer-lo poden ser recusats per la part que es crea perjudicada; un Tribunal superior jeràrquicament decidirà l'incident de recusació i, en cas de trobar fundat el seu plantejament, apartarà al Jutge o Magistrat recusat de la causa.

Són causes de recusació, entre d'altres, l'amistat íntima o enemistat manifesta del Jutge o Magistrat amb les parts o els seus advocats, procuradors, perits i testimonis; també ho és el parentiu fins al quatre o segon grau consanguini, segons els casos, amb les mateixes persones.
- Principi d'independència: Els Jutjats i Tribunals són independents de tota autoritat o persona en l'exercici de la seva potestat jurisdiccional, fins i tot respecte de Tribunals superiors i dels òrgans de govern del Poder Judicial.
- Principi d'inamovibilitat Els Jutges i Magistrats són inamovibles i no poden ser traslladats, suspesos, separats ni jubilats sinó per les causes i amb les garanties establertes en la Llei.

Això vol dir que, fora d'aquestes causes i conformement a aquest procediment, ningú pot impedir temporal o definitivament a un Jutge o Magistrat la permanència en el seu càrrec i el lliure exercici d'aquest, és a dir, es proscriu tota forma d'interferència en la Carrera Judicial.
- Principi de responsabilitat: Els Jutges i Magistrats són personalment responsables per les infraccions disciplinàries i penals que cometin en l'exercici de les seves funcions; aquesta responsabilitat només pot exigir-se per la via desciplinaria legalment establerta, sense interferència dels Poders Executiu o Legislatiu, o a través del procediment penal ordinari.
- Principi de legalitat: En l'exercici de les seves funcions jurisdiccionals, els Jutges i Magistrats estan subjectes a la Constitució i a la resta de l'ordenament jurídic, igual que la resta d'autoritats i que el conjunt dels ciutadans.

#### Organització del Poder Judicial
El Poder Judicial és independent dels altres Poders de l'Estat. Tant els òrgans jurisdiccionals com els òrgans de govern del Poder Judicial exerceixen les seves funcions conformement als criteris de competència objectiva, territorial, i funcional. Territorialment Espanya s'organitza en municipis, partits judicials, províncies i Comunitats Autònomes. An Espanya regeix el principi de jurisdicció universal, en virtut del qual els jutjats i tribunals espanyols són competents per a conèixer i decidir les causes per delictes de summa gravetat, com aquells contra la Família Reial o que constitueixin genocidi, encara que hagin estat comesos per estrangers fora del territori nacional d'Espanya. En aquests casos es preval el principi de justícia sobre el de territorialitat, donada la gravetat dels fets que es pretén enjudiciar, i en virtut d'aquest principi els tribunals espanyols han processat Augusto Pinochet Ugarte i altres dictadors i grans delinqüents a nivell internacional.

## Partits Polítics
Segons estableix la Constitució de 1978 en l'article 6, els partits polítics expressen el pluralisme polític, són la formació i manifestació de la voluntat del poble espanyol i són fonamentals per a la participació en política. També marca que s'han de crear i han d'actuar respectant la Constitució i la llei i han tindre una estructura interna i funcionament democràtics.
Els Partits Polítics amb representació al Congrés o al Senat en la legislatura actual són:
|  | - Partido Socialista Obrero Español (PSOE) - Partido Popular (PP) - Izquierda Unida (IU) - Convergència (CDC) - Unió (UDC) - Partit Nacionalista Basc (PNV-EAJ) - Coalición Canaria (CC-NC) - PODEMOS - EH-Bildu | - Esquerra Republicana de Catalunya (ERC) - Eusko Alkartasuna EA - Chunta Aragonesista (CHA) - Iniciativa per Catalunya Verds (ICV) - Bloque Nacionalista Galego (BNG) - GeroaBai - Ciutadans - Ciudadanos (C's) - Compromís - Unión, Progreso y Democracia (UPyD) |

## Democràcia directa
La democràcia espanyola és principalment representativa però contempla possibilitats de democràcia directa, com són els referèndums i les iniciatives legislatives populars.
La Constitució Espanyola en el seu article 1.2 estableix que "la sobirania nacional resideix en el poble espanyol, del que emanen els poders de l'Estat, i en el seu article 23.1 que "els ciutadans tenen el dret a participar en els assumptes públics, directament o per mitjà de representants".
L'article 92 permet referèndums consultius, que si bé no són imperatius, constitueixen una decisió transcendental decisiva, ja que la desautorització del seu resultat esdevindria repercussions polítiques incomponibles. Els referèndum vinculants són obligatoris en dues situacions: primera, per a la reforma de certs estatuts d'autonomia, bé sigui per tractar-se d'una comunitat autònoma constituïda sota l'empara de l'article 151 o bé sigui perquè així s'hagi recollit explícitament en el seu estatut; segona, per tractar-se d'una reforma constitucional que comporti una modificació que afecti a parts fonamentals d'aquesta, tal com estipula l'article 168 (reforma agreujada), o quan, a través de l'article 167 (reforma ordinària), la futura revisió sigui sol·licitada, a sotmetre's a plebiscit, pel 10% d'una de les cambres de les Corts Generals. A més l'article 168 recull l'obligatorietat d'unes noves eleccions generals per constituir unes noves Corts, que seran les encarregades de procedir a examinar el text i ratificar-ho, abans de sotmetre-ho a referèndum nacional.
S'han celebrat tres referèndums a nivell nacional des de l'aprovació de la Constitució: l'exigit per a la seva ratificació el 1978, el d'accés a l'OTAN, que va ser consultiu, i el que inquiria sobre l'aprovació del Tractat de Constitució Europea de 2005, també consultiu.
En la carta magna es recull la Iniciativa Legislativa Popular (art. 87 de la Constitució i Llei Orgànica de la Iniciativa Legislativa Popular). Després de la recollida de 500.000 signatures els promotors de la iniciativa proposen al Congrés dels diputats la seva discussió.

## Política recent

L'Espanya de les autonomies, un dels majors canvis de la democràcia.

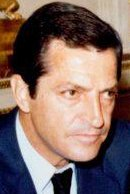
Adolfo Suárez

El dia 22 de novembre del 1975, l'infant Joan Carles de Borbó era proclamat Rei d'Espanya com a Joan Carles I. Aquest no seguiria els passos del seu predecessor; amb allò s'acabava l'era dictatorial, i començaria una nova etapa per la història del país que s'ha anomenat "transició", referint-se al pas del franquisme a la democràcia. Tot just el 5 de desembre, el rei designà un govern encapçalat per Arias Navarro, perquè n'establís les bases. Arias posà com a ministre entre altres Manuel Fraga (que fou el cap visible del govern), però aquests no foren capaços d'agilitzar el procés de democràcia. És per això que el Rei li demanà a Arias Navarro que dimitís, i fou nomenat cap de govern Adolfo Suárez.
El nou president convocà un referèndum per la reforma política, per acceptar o no la reimplantació de les eleccions a les Corts Constituents, a la democràcia: el 94% de la població votà sí. El 15 de juny de 1977, es feren les primeres eleccions a les Corts, encara que el mig any que anà del referèndum a les eleccions, fou el més caòtic en la Transició: conflictivitat laboral i social, problemes amb el terrorisme i la legalizació de partits (sobretot en el Partit Comunista (PCE) de Santiago Carrillo), els nacionalismes i una situació econòmica cada vegada més crítica.
A la fi, les primeres eleccions democràtiques després de 1936 es feren, el resultat fou la victòria amb el 34% dels vots per l'UCD, i el 29% pel PSOE; Adolfo Suárez continuava com a president. A aquest li exigirien una nova Constitució espanyola ràpidament, ja que la situació era força complicada sense la carta magna, sobretot econòmicament.
Entre aquell any i el 1978, una comissió de set polítics construïren el document, que fou aprovat finalment el 6 de desembre de 1978 en referèndum àmpliament, però amb una abstenció d'un terç dels votants. La Constitució de 1978 potenciava molt els drets dels ciutadans, que eren tots iguals i amb els mateixos drets. Econòmicament, tot i ser òbviament capitalista, la constitució complaïa força els obrers.
Semblava que la transició quedava enrere, i el 1979 se celebraven unes noves eleccions a les Corts, on l'UCD i Suárez repetien govern, i es feien les primeres eleccions a les diverses alcaldies del territori. També s'aprovaven els primers estatuts d'autonomia, el basc i el català.
Dos anys després, Suárez dimitia com a president, i en la sessió d'investidura del seu successor de l'UCD, el 23 de febrer, el tinent coronel Antonio Tejero Molina entrà al Congrés i intentà fer un cop d'estat, que el rei frenà aquella mateixa nit. Dos dies després, Leopoldo Calvo-Sotelo era elegit president del govern.
El 1982, es feien unes noves eleccions a les Corts, on el PSOE sortí vencedor, i el cap de govern passà a ser Felipe González. En aquella legislatura, de 4 anys, Espanya entrà a l'OTAN el 1982 (amb un referèndum) i a la Comunitat Econòmica Europea el 1986, el mateix any que unes noves eleccions li revalidaren el càrrec.
La democràcia estava establerta, però no per això tots els problemes estaven resolts: el juny de 1987, un atemptat de l'ETA a Barcelona matava 20 persones; el terrorisme era infrenable. Nogensmenys, l'economia de l'estat començava a millorar a causa de l'entrada a la CEE. Per això, el 1989 els socialistes revalidaven la victòria a les eleccions fins a 1993.

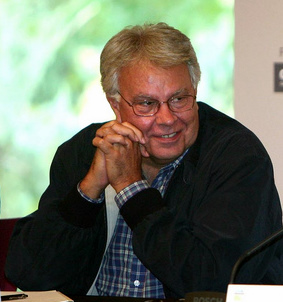
Felipe González

Era l'última legislatura de Felipe González, ja que el mateix any es destapava el primer dels fraus que desgastarien el govern. Luis Roldán, cap de la guàrdia civil, fou el protagonista d'aquella estafa. Anys més tard, es destapaven altres fraus, com els casos de Mario Conde, Rafael Vera o José Barrionuevo. Per altra banda, també es destapava l'afer GAL, una organització armada del govern que pretenia contrarestar ETA.
El 1996, González avançà les eleccions pel deplorable estat de la legislatura, i com era d'esperar, el PP en fou el guanyador. El president del govern passava a ser el conservador José María Aznar, que obtingué el suport de la federació nacionalista catalana CiU, el partit basc PNB i la Coalició Canària (CC). En la legislatura, acceptà com onze països més la instauració d'una nova moneda comuna per tota la Unió Europea: l'euro. També destacà la treva que feu ETA durant més d'un any, per poder pactar amb el govern. La banda terrorista acabà amb la treva el 2000, al·legant que el PP no volia dialogar amb ells. Aquell any, el partit conservador renovava el poder en unes noves eleccions, ara amb majoria absoluta.
En aquella legislatura, una nova moneda europea entrà en vigor a l'Estat (gener de 2002); però, com l'última del PSOE, va estar plena d'irregularitats: el 20 de juny de 2002, el govern afrontà una vaga general organitzada per la UGT i les CCOO. El mes següent, l'Exèrcit espanyol procedí a la conquesta de l'illot de Perejil, ocupat per pastors marroquins. Allò va ser l'inici d'un seguit de males convivències entre els dos països. A finals d'any, el naufragament d'un petroler anomenat "Prestige" va provocar el vessament d'una enorme quantitat de petroli sobre les costes gallegues, principalment. Va ser l'inici d'una crisi política i medioambiental en l'Estat.
L'any següent, Aznar acompanyava els Estats Units de George W. Bush i el Regne Unit de Tony Blair a la guerra de l'Iraq, enviant-hi tropes quan la gran majoria de la població mostrà el seu rebuig en milionàries manifestacions. Finalment, a les acaballes de la legislatura, l'11 de març de 2004, un atemptat islamista a Madrid matà 192 persones i sacsejà la societat. L'atac responia a les amenaces que havia fet temps enrere l'organització terrorista Al-Qaida.
Tres dies després, unes noves eleccions donaren altra vegada el poder al PSOE, amb José Luis Rodríguez Zapatero com a nou president del govern. La nova executiva ordenà la retirada de les tropes a l'Iraq aquell mateix any, i el següent, convocà un nou referèndum al país sobre una nova proposta de Constitució Europea. Els ciutadans l'aprovaren àmpliament també, però mostraren la seva indiferència amb el 40% d'abstenció. El 2005, també fou l'any en què s'aprovà la llei que legalitzava els matrimonis entre persones del mateix sexe.